# Neopanorpa ramulata
Neopanorpa ramulata är en näbbsländeart som beskrevs av George W. Byers 1975. Neopanorpa ramulata ingår i släktet Neopanorpa och familjen skorpionsländor. Inga underarter finns listade i Catalogue of Life.